# Glenea cardinalis
Glenea cardinalis är en skalbaggsart som beskrevs av Thomson 1860. Glenea cardinalis ingår i släktet Glenea och familjen långhorningar.
Artens utbredningsområde är Myanmar. Utöver nominatformen finns också underarten G. c. langana.